# Otostigmus lavanus
Otostigmus lavanus är en mångfotingart som beskrevs av Chamberlin 1957. Otostigmus lavanus ingår i släktet Otostigmus och familjen Scolopendridae.
Artens utbredningsområde är Ecuador. Inga underarter finns listade i Catalogue of Life.